# Guangzhou CTF Finance Centre
Il Guangzhou CTF Finance Centre (in cinese 广州 周大福 中心) è un grattacielo di Guangzhou, in Cina. Conosciuto anche come East Tower, è il terzo grattacielo più alto della Cina e il settimo più alto al mondo. Fa parte del complesso delle Twin Towers di Guangzhou del quale fa parte anche la Guangzhou International Finance Center alta 439 metri che si trova a poca distanza dalla torre gemella. Entrambe le torri si trovano nella zona finanziaria della città dove è compresa anche la Canton Tower, una torre panoramica alta 600 metri.

## Storia
Il grattacielo nel suo progetto originale doveva somigliare molto alla Guangzhou International Finance Center ma si decise per un layout differente. La costruzione, cominciata nel settembre 2009 si concluse nel 2015 e l'edificio venne inaugurato nell'ottobre 2016. L'intera costruzione dell'edificio è costata 10 miliardi di RMB.

## Caratteristiche architettoniche
Il grattacielo, alto 530 metri, è uno dei grattacieli più innovativi e moderni del mondo. La sua struttura fa parte di un complesso nel quale sono presenti oltre al grattacielo anche un'altra struttura alta 8 piani e un enorme parcheggio che è tra i più grandi di tutta la Cina con 1705 posti auto. Al suo interno vi sono 95 ascensori, 2 dei quali sono tra i più veloci al mondo con una velocità di circa 70 km/h e che trasportano i passeggeri dal piano -5 (il più basso) al 94 (il più alto abitato) in circa 45 secondi. La facciata è completamente costituita da vetro con montanti verticali realizzati in terracotta smaltata bianca. L'edificio è a uso misto e presenta oltre che a un gran numero di uffici anche 355 appartamenti e 251 stanze di un hotel a cinque stelle. I piani dal 7 al 66 sono occupati dagli uffici ma sono interrotti da 2 piani meccanici per separare la parte abitativa da quella lavorativa. Altri 24 piani presentano gli appartamenti alcuni dei quali sono appartamenti duplex che hanno un cortile interno e un ascensore privato. I 16 piani più alti dell'edificio sono occupati dall'hotel che comprende due sale riunioni, una sala da ballo, una piscina interna e sette bar e ristoranti uno dei quali presenta una terrazza panoramica al 107º piano.

## Galleria d'immagini

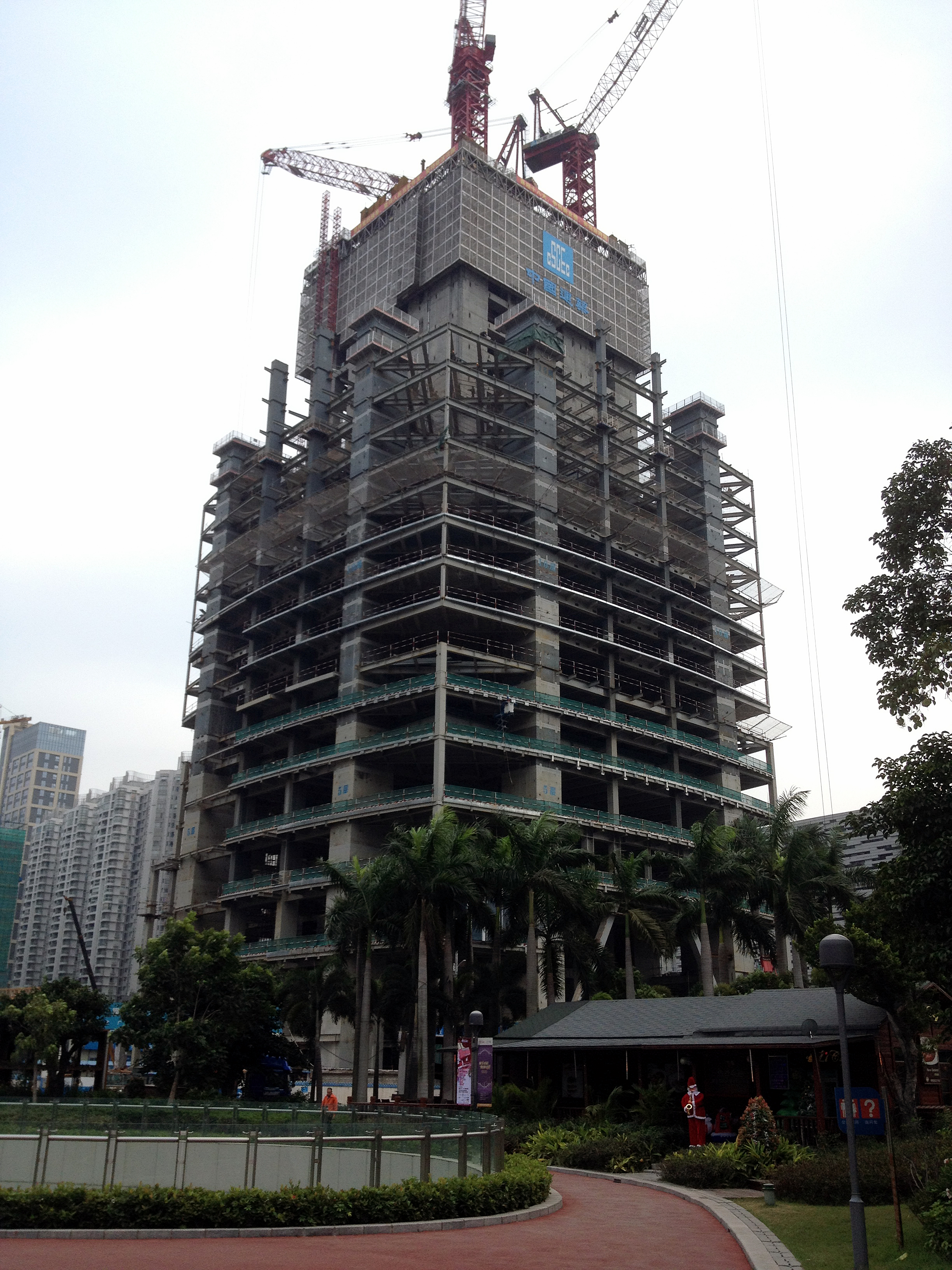
L'edificio nel 2012
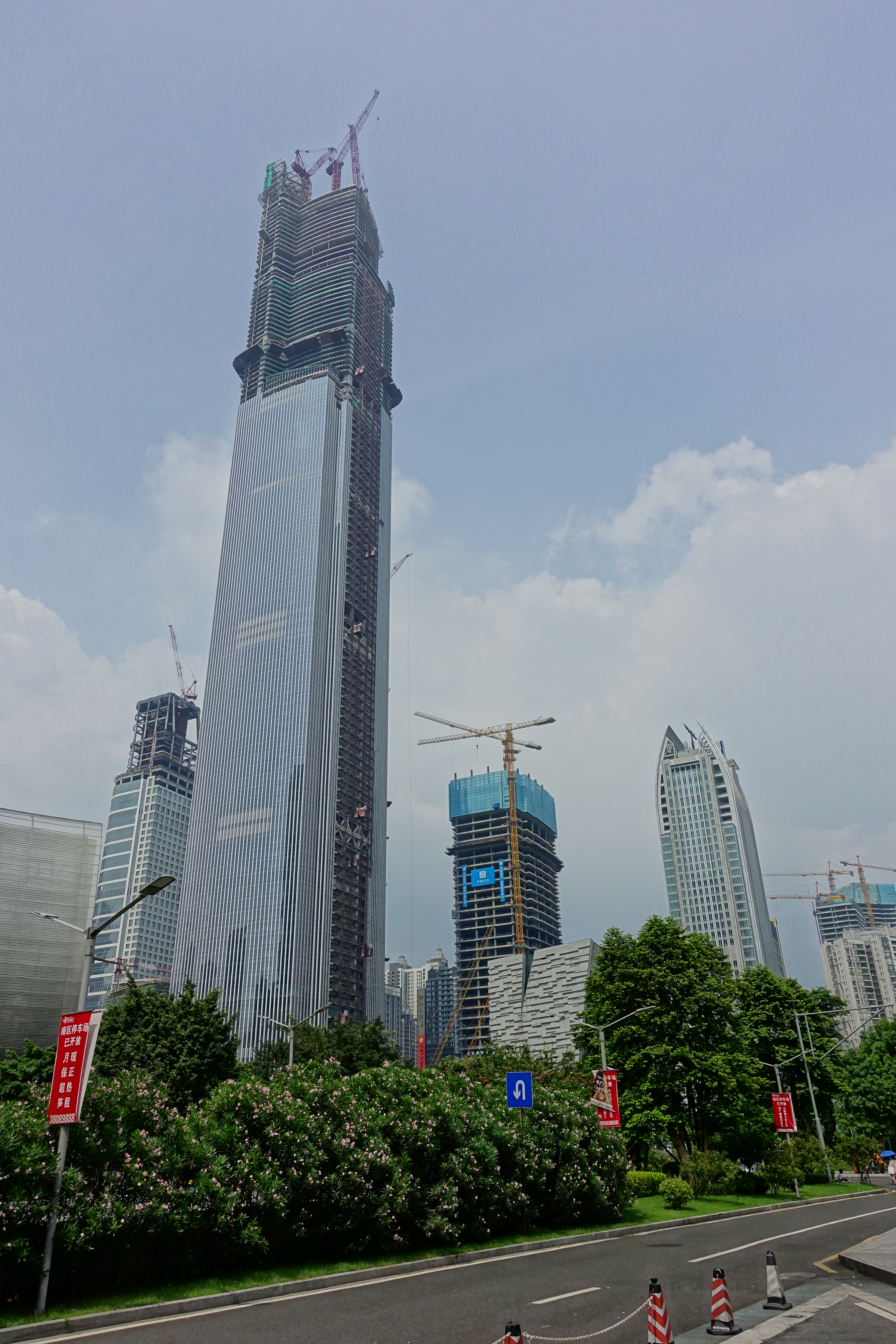
L'edificio a luglio 2014
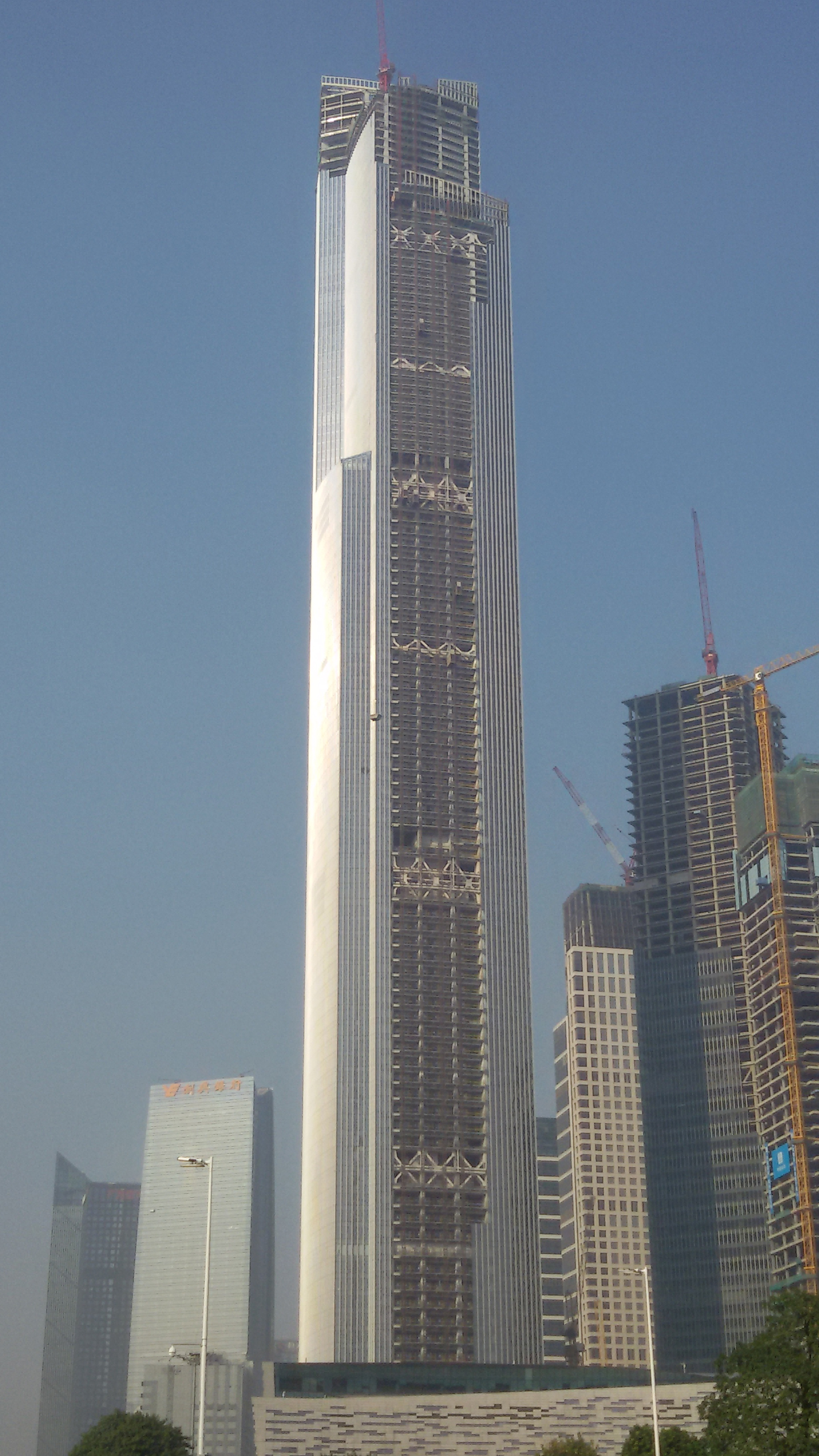
L'edificio a gennaio 2015
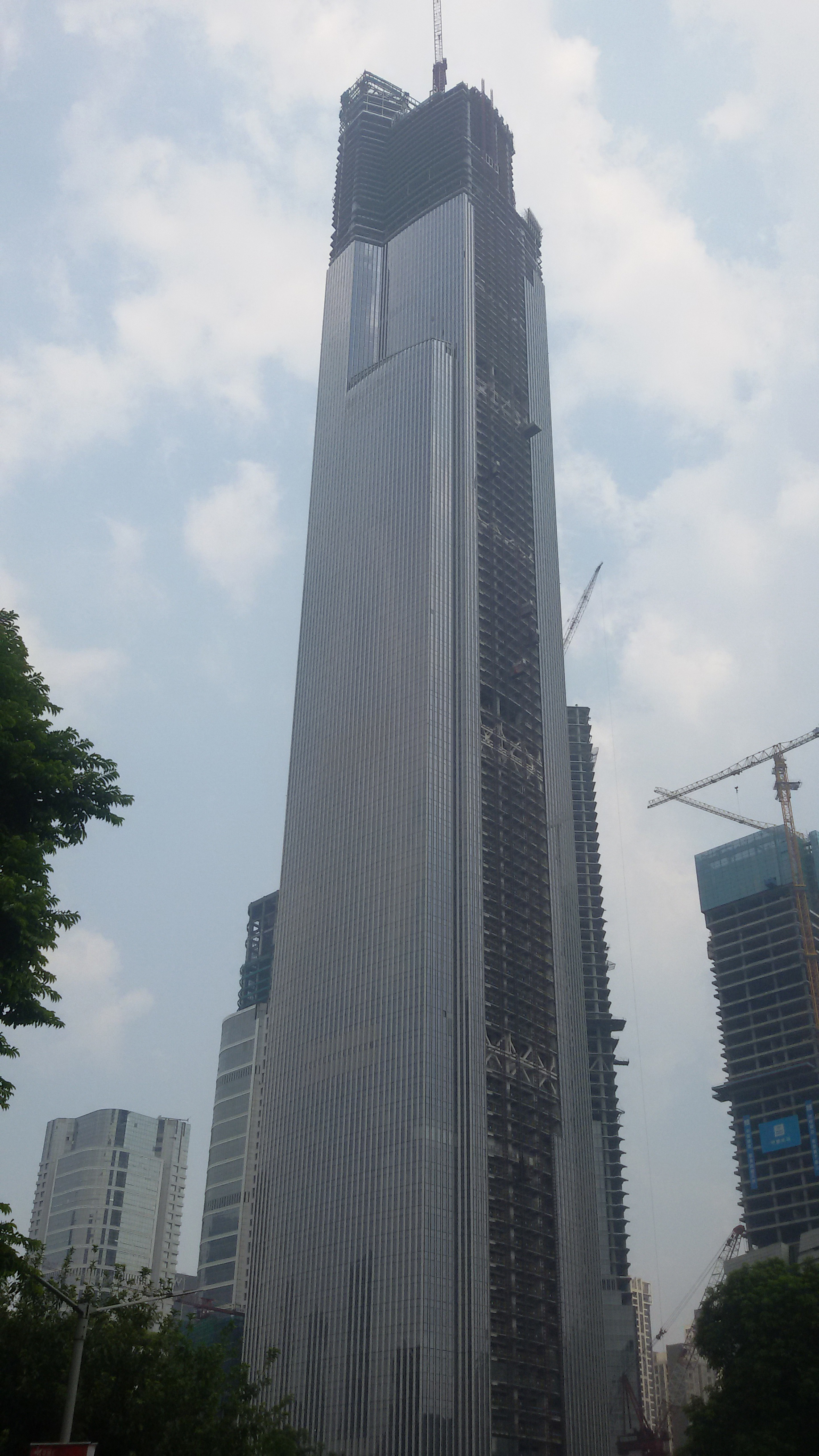
L'edificio in costruzione a fine 2015
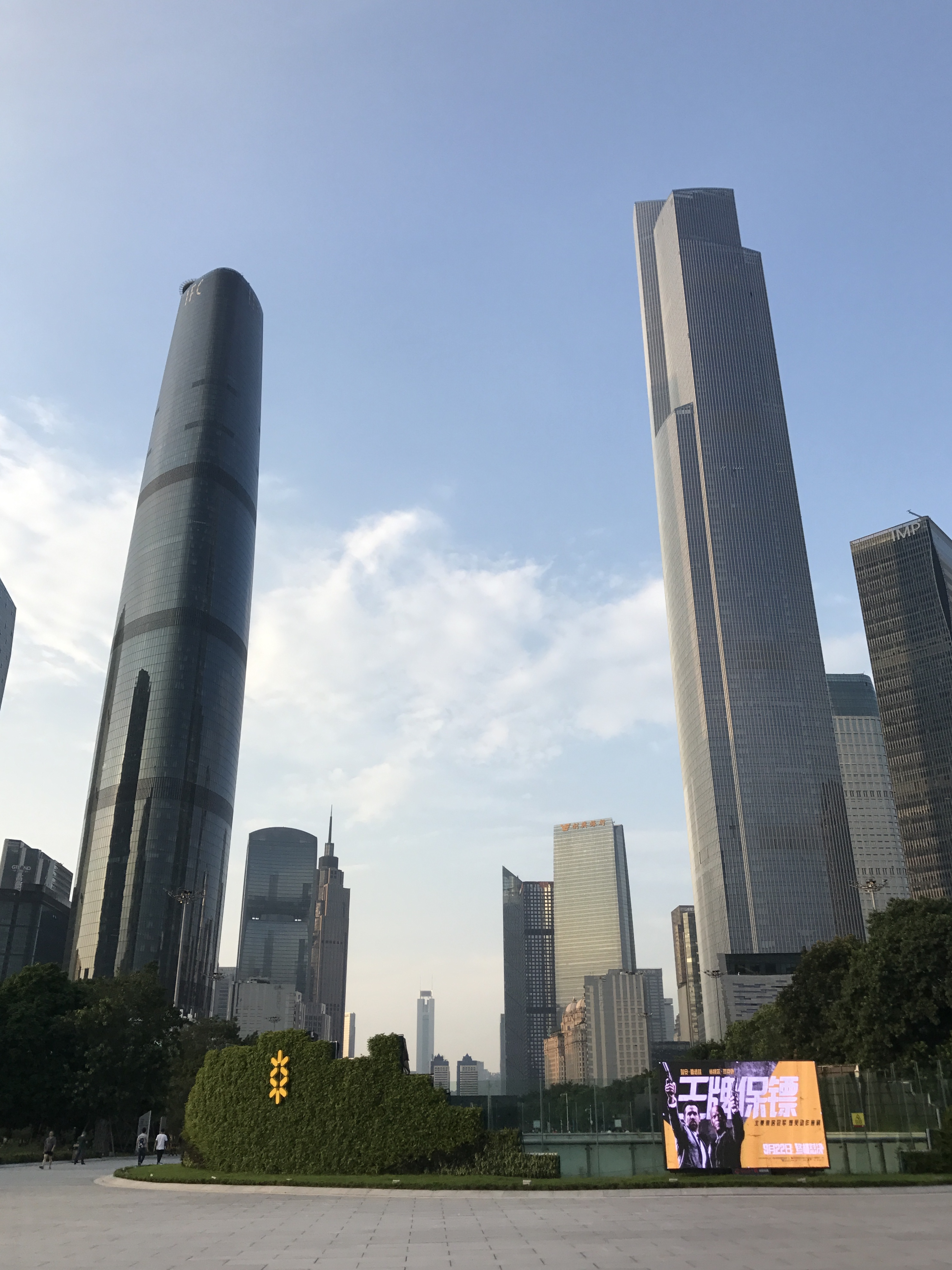
L'edificio una volta completato. Si nota sulla sinistra la torre gemella, la Guangzhou International Finance Center